# Ziyàrides
La dinastia ziyàrida o dels ziyàrides fou una nissaga de Tabaristan (i sovint Gurgan) d'origen daylamita que va existir del 928 al 1077. A diferència de les altres dinasties daylamites que foren xiïtes, els ziyàrides foren sunnites.
El seu ancestre fou el cap local Wardan Shah, un capitost de Gilan. El seu fill es deia Ziyar i va donar nom a la dinastia; el seu fill Mardawidj ibn Ziyar es proclamava descendent de la casa reial de Gilan i va agafar el control aprofitant el buit de poder causat per la pèrdua del control abbàssida de la regió. El 934 dominava el Jibal i fins Ahwaz.
A La seva mort el seu germà Wuixmaguir ibn Ziyar es va assegurar la successió (935) i va poder mantenir les conquestes del seu germà a la Pèrsia del nord fins vers el 940 quan la regió li fou disputada pels buwàyhides i va haver d'aliar-se als samànides que ambicionaven Rayy i Pèrsia septentrional. Almenys dues vegades va perdre el Tabaristan i Gurgan en beneficis dels buwàyhida Rukn-ad-Dawla. Va morir el 867 i el seu fill gran Abu-Mansur Bissutun el va succeir amb l'oposició del seu germà petit Qabus I Xams-al-Maali. El primer va tenir el suport buwàyhida en casar-se amb una filla d'Àdud-ad-Dawla (el fill de Rukn-ad-Dawla) i va poder dominar Tabaristan i Gurgan.
A la seva mort el seu germà Kabus I va aconseguir el suport samànida i es va imposar a la capital ziyàrida de Gurgan (976 o 978), però des de 980 es va enfrontar amb els seus protectors samànides i això va permetre que finalment fos expulsat del poder per un exèrcit buwàyhida; els buwàyhides van dominar durant 17 anys mentre Kabus era a l'exili al Khurasan però va poder retornar el 998 i recuperar el poder. Llavors va establir bones relacions amb els gaznèvides que havien pres el control del Khurasan, però actuant com a sobirà independent.
A la seva caiguda (a causa de la seva tirania) vers el 1011/1012 el seu fill Manuixihr ibn Kabus el va succeir; Kabus va morir el 1012 i Manuixihr va aconseguir recuperar Rayy i va reconèixer la sobirania del buwàyhides, però ràpidament va haver de reconèixer la sobirania dels gaznèvides durant uns 20 o 25 anys (es va casar amb una filla de Mahmud de Gazni).
El 1029 va morir Manuixihr i el va succeir el seu fill Anuixirwan ibn Manuixihr, establert per Mahmud de Gazni, amb l'obligació de tribut. De 1032 a 1040 l'autoritat fou usurpada de fet per Abu-Kalijar ibn Wayhan, un parent matern d'Anuixirwan; el 1035 els ziyàrides van deixar de pagar tribut i els gaznèvides van envair el seu territori i Abu-Kalijar va haver d'acceptar reprendre el pagament al sultà Massud I ibn Mahmud (1030-1040). El 1040 Anuixirwan apareix amb el control del govern però un any o dos després va haver d'enfrontar la invasió seljúcida que vers 1041 van ocupar Gurgan. Anuixirwan i els seus successors van esdevenir llavors vassalls dels seljúcides.
Anuixirwan va morir vers 1049 i després la successió ja és confusa. Vers 1077 els seljúcides van ocupar el Tabaristan i la dinastia va quedar reduïda a les muntanyes. La major part de les fonts donen com a successors d'Anuixirwan a Kabus II i a Gilan que segurament són els mateixos governants que apareixen esmentats el 1087, quan es parla de Kay Kawus ibn Iskandar ibn Kabus i del seu fill Gilanshah ibn Kay Kawus; el primer va morir aquest any 1087 en circumstàncies desconegudes potser enderrocat pels ismaïlites, i el va succeir el seu fill Gilanshah ibn Kay Kawus (vers 1087-1090) que va perdre els seus dominis en els següents dos o tres anys a mans dels ismaïlites.

## Emirs
- Mardawij ibn Ziyar 928-935
- Wuixmaguir ibn Ziyar 935-967 (germà)
- Abu-Mansur Bissutun (Dhahir-ad-Dawla) 967-976 (fill)
- Qabus I Xams-al-Maali 976-1012 (germà)
- Manuixihr ibn Qabus 1012-1029 (fill)
- Anuixirwan ibn Manuixihr 1029-1049 (fill)
- Qabus II ibn Iskàndar Unsur-al-Maali 1049-1087 (fill d'un germà de Manushihr anomenat Iskandar) esmentat com Kay Kabus ibn Iskandar ibn Kabus
- Gilan ibn Qabus 1087-1090 (fill) esmentat com a Gilanshah ibn Kay Kawus

## Genealogia
- Ziyar
  - Mardawij
  - Wuixmaguir
    - Bissutun
    - Qabus I
      - Manuixihr
        - Anuixirwan

      - Dara
      - Iskàndar
        - Kay Kawus
          - Gilan Shah